# النسر (فلم 2011)
النسر، فيلم تاريخي من إنتاج عام 2011، أخرجه كيفين ماكدونالد ومن بطولة جيمي بيل تشانينج تيتوم ودونالد سترلاند. قصة الفيلم أخذت عن رواية المغامرات التاريخية «نسر التاسع» للكاتبة روزماري ساتكليف والتي تعود لعام 1954. يحكي الفيلم قصة عن ضابط روماني شاب يسعى لاستعادة النسر الروماني المفقود (أكويلا) لفيلق والده الذي يعسكر في المنطقة الشمالية من بريطانيا العظمى.
الفيلم هو إنتاج مشترك بين الولايات المتحدة والمملكة المتحدة، وقد أطلق في كندا والولايات المتحدة في 11 شباط (فبراير) 2011 وفي بريطانيا وأيرلندا في 25 آذار (مارس) 2011.

## ملخص القصة
قصة الفلم تدور عن قائد روماني فقد تمثال النسر وهو في معركه مع جماعه غير رومانيه وقتلو جميع الجنود الرومانين وسلبو التمثال الذي هو رمز للرومان مما ادى إلى ملاحقة العار لابن القائد الذي هو أيضا قائدا عسكريا فقرر ان يسترجع التمثال النسر

## الممثلون
- تشانينج تيتوم بدور ماركوس فلافيوس أكويلا
- جيمي بيل بدور إسكا
- دونالد سثرلاند بدور عم ماركوس
- مارك سترونج بدور غورين/لوكيوس كايوس ميتالوس
- طاهر رحيم بدور أمير شعب سيل
- دينيس أوهير بدور لوتريوس
- داكين ماتيوس بدور سيناتور كلاديوس

## الإنتاج

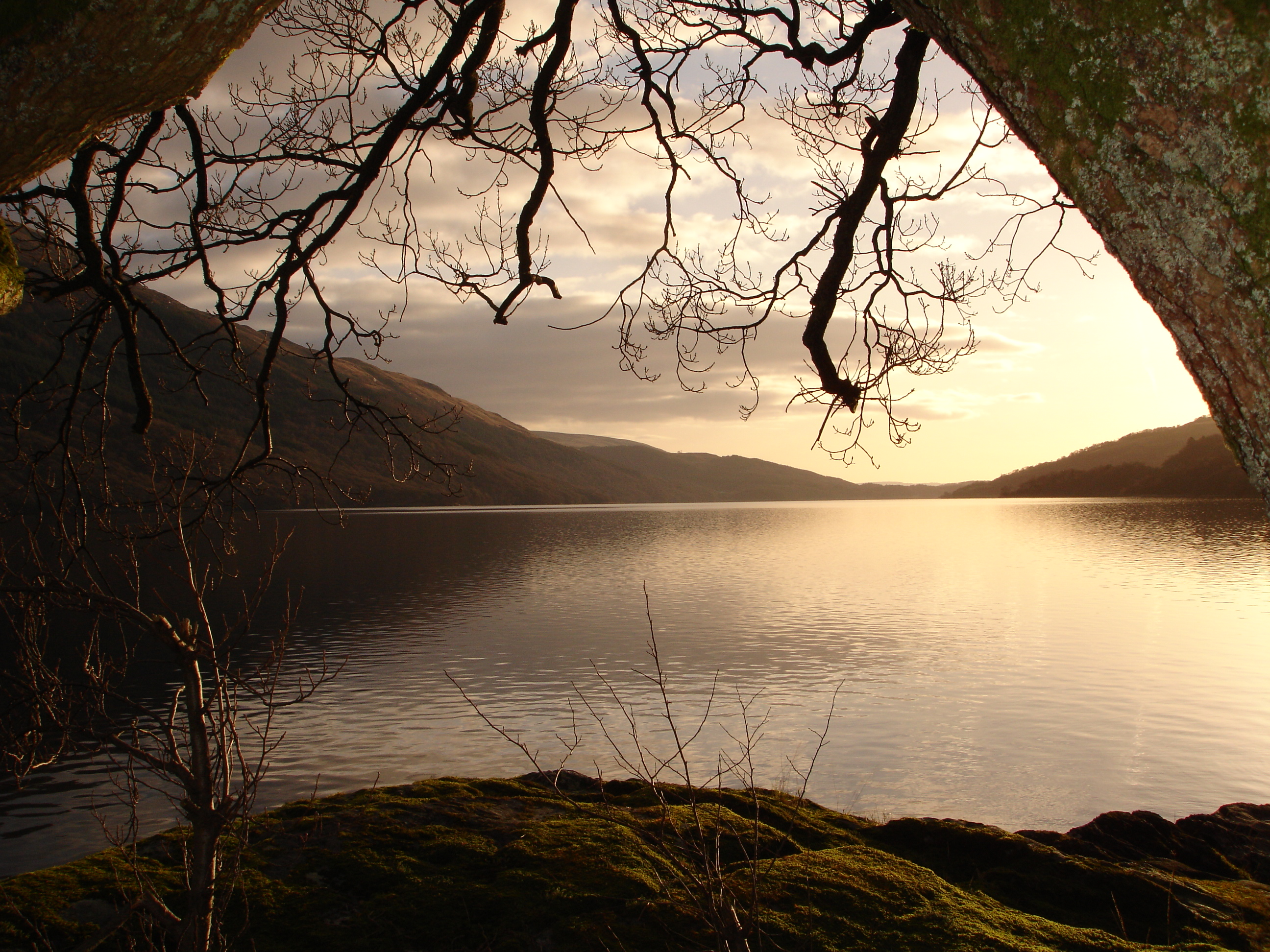
تم التصوير في لوخ لوموند.

## الإطلاق

### في شباك التذاكر
في الولايات المتحدة، أطلق فيلم النسر في 11 شباط (فبراير) 2011 في 2296 دار عرض. وقد حقق أرباحاً بلغت $8,684,464 خلال الأسبوع الأول من عرضه، ليحتل المرتبة الرابعة بعد غنوميو وجولييت ولا تقل لا أبدا وجست جو وذ إت (فيلم). حقق الفيلم أرباحاً على مستوى العالم قدرت ب $35,467,108 في 9 آيار (مايو) 2011، وهو أعلى من ميزانية الفيلم بحوالي 25 مليون دولار.

### إصدارات أخرى
صدر فيلم «النسر» على أقراص دي في دي وأقراص بلو-راي في 21 حزيران (يونيو) 2011.

## روابط خارجية
- الموقع الرسمي
- مقالات تستعمل روابط فنية بلا صلة مع ويكي بيانات
- الموقع الرسمي للمؤلفة